# Gaya (Departement)
Gaya ist ein Departement in der Region Dosso in Niger.

## Geographie

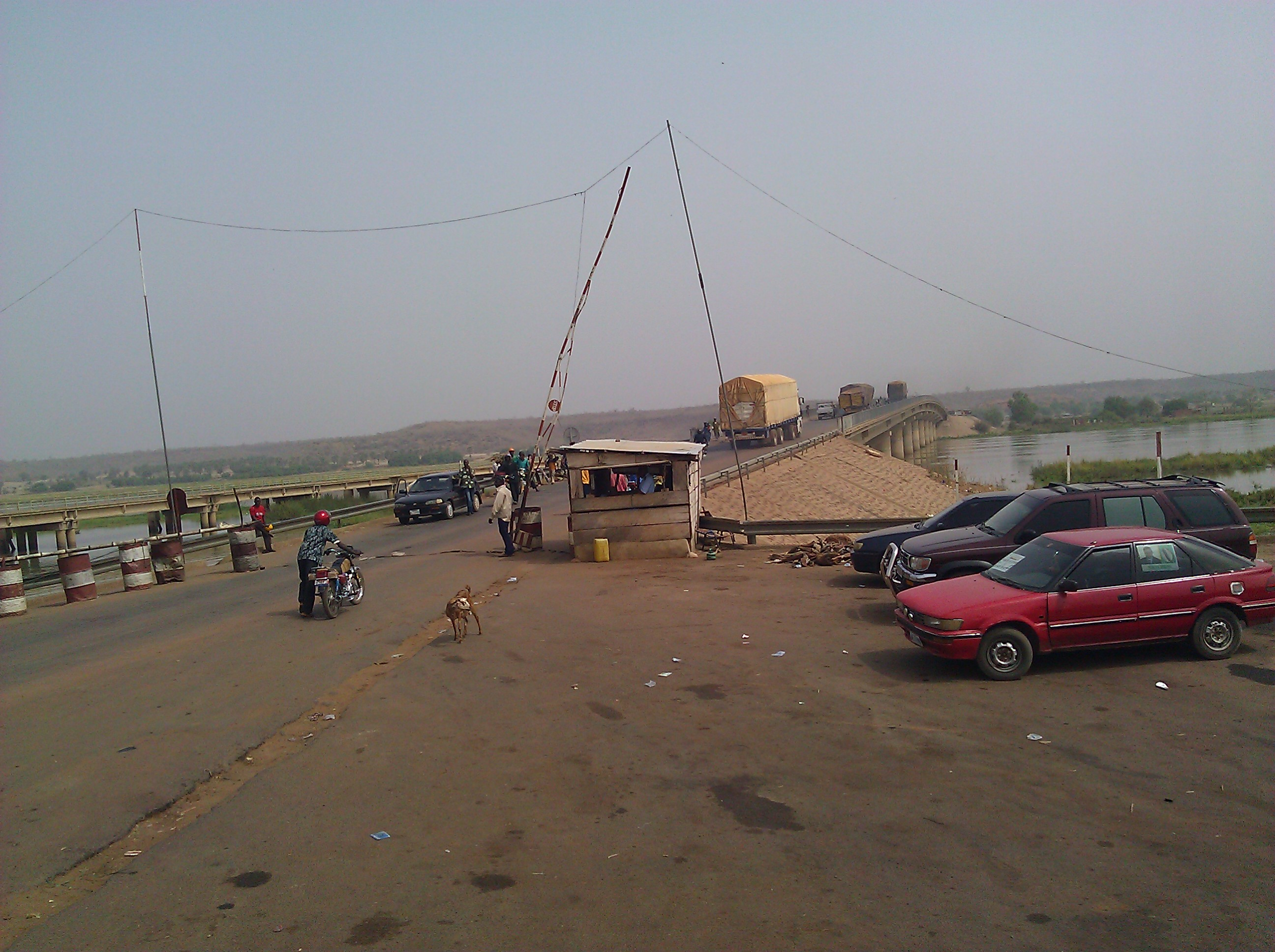
Staatsgrenze zu Benin bei Gaya

Das Departement liegt in der Landschaft Dendi im Südwesten des Landes und grenzt an Benin und Nigeria. Es besteht aus der Stadtgemeinde Gaya und den Landgemeinden Bana, Bengou, Tanda, Tounouga und Yélou. Der namensgebende Hauptort des Departements ist Gaya.
Das Gelände ist von zahlreichen Tälern durchschnitten. Mit dem Dallol Foga und dem Dallol Maouri gibt es zwei große Wadis im Departement, dessen Laterit-Plateau kontinuierlich in Richtung eines Überschwemmungsgebietes am Fluss Niger absinkt. Der Norden des Departements gehört zur Sahelzone, der Süden zur Großlandschaft Sudan.

## Geschichte
Nach der Unabhängigkeit Nigers im Jahr 1960 wurde das Staatsgebiet in 32 Bezirke (circonscriptions) aufgeteilt. Einer davon war der Bezirk Gaya. 1964 gliederte eine Verwaltungsreform Niger in sieben Departements, die Vorgänger der späteren Regionen, und 32 Arrondissements, die Vorgänger der späteren Departements. Im Zuge dessen wurde der Bezirk Gaya in das Arrondissement Gaya umgewandelt. Von März bis August 1996 leitete Yahaya Chaibou als Unterpräfekt das Arrondissement.
Im Jahr 1998 wurden die bisherigen Arrondissements Nigers in Departements umgewandelt, an deren Spitze jeweils ein vom Ministerrat ernannter Präfekt steht. Die Gliederung des Departements in Gemeinden besteht seit dem Jahr 2002. Zuvor bestand es aus dem städtischen Zentrum Gaya und den Kantonen Gaya, Bana, Dioundiou, Karakara, Yélou und Zabori. 2011 wurde Dioundiou als eigenes Departement aus dem Departement Gaya herausgelöst.

## Bevölkerung
Das Departement Gaya hat gemäß der Volkszählung 2012 261.638 Einwohner. Bei der Volkszählung 2001, vor der Herauslösung von Dioundiou, waren es 253.444 Einwohner, bei der Volkszählung 1988 164.103 Einwohner und bei der Volkszählung 1977 112.868 Einwohner.

## Verwaltung
An der Spitze des Departements steht ein Präfekt (französisch: préfet), der vom Ministerrat auf Vorschlag des Innenministers ernannt wird.
| Amtszeit                      | Name                                   |
| ----------------------------- | -------------------------------------- |
| …                             |                                        |
| bis 21. Aug. 2009             | Issa Yacouba                           |
| 21. Aug. 2009 – 15. Apr. 2010 | Assakaley Harouna                      |
| 15. Apr. 2010 – 3. Jun. 2011  | Agaly Abdou                            |
| 3. Jun. 2011 – 4. Dez. 2013   | Saadou Issifi                          |
| 4. Dez. 2013 – 16. Sep. 2016  | Badjo Yacouba                          |
| 16. Sep. 2016 – 9. Okt. 2018  | Illa Ousmane                           |
| 9. Okt. 2018 – 4. Dez. 2020   | Hamidou Diouga (alias Hamidou Diaouga) |
| 8. Dez. 2020 – 8. Nov. 2021   | Adamou Harouna                         |
| 8. Nov. 2021 – 24. Aug. 2023  | Assimou Abarchi                        |
| seit 24. Aug. 2023            | Boureimi Seyni                         |